# رود ودوگا
رود ودوگا (انگلیسی: Veduga) یک رودخانه در استان ورونژ کشور روسیه است.